# ليز بيري
ليز بيري (22 نوفمبر 1987 في نيوزيلندا - ) (بالإنجليزية: Liz Perry)‏ هي لاعبة كريكت نيوزلندية. شاركت مع منتخب نيوزيلندا الوطني للكريكت. أما مع النوادي، فقد لعبت مع Central Hinds ‏ وWellington Blaze ‏.

## وصلات خارجية
- ليز بيري على موقع إي آس بي آن كريك إنفو (الإنجليزية)